# Ibán Cuadrado
Ibán Javier Cuadrado Alonso (Salamanca, 21 februari 1979) is een Spaans voetballer. Hij speelt sinds 2010 als centrale verdediger bij Rayo Vallecano. 
Cuadrado kwam in 1989 bij de cantera (jeugdopleiding) van FC Barcelona. Hij doorliep de verschillende jeugdelftallen en na een seizoen bij het derde elftal (1997-1998) kwam Cuadrado in 1998 bij FC Barcelona B. Tussen 1998 en 2001 speelde hij voor het tweede elftal 99 wedstrijden in de Segunda División B, waarin de verdediger negen doelpunten maakte. Cuadrado behoorde in de zomer van 2000 tot de tweede-elftalspelers die met eerste elftal op trainingsstage naar Nederland gingen. Hij speelde in enkele oefenwedstrijden. In het seizoen 2000/2001 speelde Cuadrado in het eerste elftal tijdens de wedstrijden voor de Copa de Catalunya. Zowel tegen UEA Gramenet (3-0) op 24 april 2001 als tegen CF Balaguer (2-2) op 13 juni 2001 was de verdediger basisspeler.
In 2001 vertrok Cuadrado naar Real Murcia, waar hij een vaste waarde werd. Met deze club speelde de verdediger in het seizoen 2003/2004 in de Primera División. Van 2001 tot 2003 en sinds 2004 was Cuadrado met Real Murcia actief in de Segunda División A. In 2008 vertrok hij naar Málaga CF waardoor hij weer in de Primera División speelde. In 2010 tekende hij bij Rayo Vallecano dat in tweede klasse uitkomt.